# David Sterritt
Pour les articles homonymes, voir Sterritt.
David Sterritt, né le 11 septembre 1944, est un critique de cinéma, auteur et érudit américain.

## Biographie
David Sterritt est connu pour son travail sur Alfred Hitchcock et Jean-Luc Godard. Il a été de nombreuses années, de 1968 à 2005, critique de cinéma pour le journal The Christian Science Monitor.

## Publications
- Guiltless Pleasures: A David Sterritt Film Reader
- Mad to Be Saved: The Beats, the 50's, and Film
- Screening the Beats: Media Culture and the Beat Sensibility
- The Honeymooners (TV Milestones)
- The Films of Alfred Hitchcock (Cambridge Film Classics)
- The Films of Jean-Luc Godard: Seeing the Invisible (Cambridge Film Classics)